# Manhã de Carnaval
Clip vidéo
[vidéo] « Manhã De Carnaval! », sur YouTube
Clip vidéo
[vidéo] « João Gilberto - Manhã De Carnaval », sur YouTube
Manhã de Carnaval est une chanson du compositeur brésilien Luiz Bonfá et du parolier Antônio Maria (en).

## Production
Elle est apparue comme thème principal du film de langue portugaise Orfeu Negro de 1959 du réalisateur français Marcel Camus. La bande originale du film comprenait également des chansons d'Antônio Carlos Jobim et de Vinícius de Moraes, ainsi qu'une autre composition de Bonfá, Samba de Orfeu. Manhã de Carnaval est utilisée dans plusieurs scènes du film, avec des versions chantées ou fredonnées par les personnages principaux (Orfeu et Euridice ; Orphée et Euridice), ainsi qu'avec une version instrumentale. Ainsi, la chanson a été qualifiée de principal thème musical du film. Lorsqu'elle est interprétée par le personnage d'Orfeu joué par Breno Mello, elle est doublée par Agostinho dos Santos. Pour le personnage d'Euridice, joué par Marpessa Dawn, elle est doublée par Elizeth Cardoso. La chanson fut initialement rejetée par Camus, mais Bonfá réussit à convaincre le réalisateur que la musique de Manhã de Carnaval était meilleure que la chanson alternative qu'il avait écrite. Orfeu Negro est un succès international (remportant par exemple un Academy Award en 1960).
Manhã de Carnaval devient l'une des premières compositions de bossa nova à gagner en popularité en dehors du Brésil. Aux États-Unis en particulier, cette chanson est considérée comme l’une des plus importantes chansons brésiliennes de jazz / bossa ayant contribué à l’établissement du mouvement bossa nova à la fin des années 1950. Manhã de Carnaval devient un standard de jazz aux États-Unis, mais il est toujours interprété régulièrement par une grande variété de musiciens du monde entier, dans sa version vocalisée ou tout simplement instrumentale. Aux États-Unis, la chanson est également connue sous les noms de A Day in the Life of a Fool, Carnival, et Theme from Black Orpheus. En France, la chanson est également connue sous le nom de La Chanson d'Orphée. Toutes les versions de textes étrangers ont été écrites par des paroliers autres que Antônio Maria, en utilisant la musique originale de Bonfá.

## Paroles
Voici les paroles en portugais (brésilien) avec traduction littérale française s'efforçant de garder la même métrique :
« Couplet 1

Manhã, tão bonita manhã

De um dia feliz... que chegou

O sol no céu surgiu

Em cada cor brilhou

Voltou o sonho então...

ao coração

Couplet 1 bis

Depois deste dia feliz

No sei... se outro dia havera

E nossa manhã… tão bela afinal

Manhã... de carnaval

Refrain

Canta o meu coração

Alegria voltou

Tão feliz a manhã deste amor.

Couplet 2

Manhã tão bonita manhã

Na vida uma nova canção

Cantando so teus olhos

Teu riso, tuas mãos

Pois ha de haver um dia…

em que viras

Couplet 2 bis

Das cordas de meu violão

Que so... teu amor procurou

Vem... uma voz,

falar dos beijos perdidos

Nos labios teus

Refrain

Canta o meu coração

Alegria voltou

Tão feliz a manhã deste amor. »
« Matin, magnifique matin

Un jour empli de joie s’en vient

Le soleil a surgi

De cent couleurs il luit

Le rêve est de retour…

au fond du cœur

Mais après ce jour de bonheur

Je n’sais… si un autr’jour viendra

Et notre matin… si beau finalement

Matin... de carnaval

Chante chante mon cœur

Le bonheur revenu

Tant de joie en ce matin d’amour.

Matin, magnifique matin

Dans la vie un nouveau refrain

Chante chante tes yeux

Ton sourire, tes mains

Car un jour je le sais…

tu reviendras

Les cordes de ma guitare

Qui ont... tant cherché ton amour

Venait... une voix,

parlant de baisers perdus

Nos lèvres, ô Toi

Chante chante mon cœur

La joie est revenue

Tant de joie en ce matin d’amour. »

## Interprètes notables
Le site internet SecondHandSongs recense près de 700 reprises de Manhã de Carnaval à travers le monde depuis 1959. Parmi celles-ci, on peut mentionner :
- Elizeth Cardoso, 1959[5]
- Caterina Valente, 1959 (version en italien)
- Maria Candido, 1959 (version française)[6]
- John William, 1959 (version française)[7]
- Nara Leão, 1985[8]
- João Donato (piano), 1965
- Baden Powell (guitare), 1970[9]
- Ron Carter Sextet (en) (version instrumentale), 1999[10]
- André Rieu (version instrumentale), 2004[11]
- Gerry Mulligan (saxophone), 1963